# Free All the Monsters
Free All the Monsters è l'ottavo album in studio del gruppo The Bats, pubblicato nel 2011.

## Tracce
Testi e musiche di The Bats/Robert Scott.
1. Long Halls – 4:27
2. Simpletons – 3:56
3. Free All the Monsters – 2:57
4. See Right Through Me – 4:59
5. It's Not the Same – 3:07
6. In the Subway – 3:35
7. Fingers of Dawn – 4:13
8. Spacejunk – 4:47
9. On the Bank – 3:49
10. Canopy – 2:03
11. When the Day Comes – 3:12
12. Getting Over You – 1:53

## Musicisti
- Paul Kean (basso, voce)
- Malcolm Grant (batteria)
- Robert Scott (voce, chitarra, tastiere)
- Kaye Woodward (voce, chitarra)